# Bradysia cardiocrivora
Bradysia cardiocrivora är en tvåvingeart som beskrevs av Mitsuhiro Sasakawa 1983. Bradysia cardiocrivora ingår i släktet Bradysia och familjen sorgmyggor. Inga underarter finns listade i Catalogue of Life.